# 沁阳站
沁阳站是位于中华人民共和国河南省焦作市沁阳市西万镇的一个铁路车站，建于1969年，有焦柳铁路经过该站，现仅办理货运业务。车站距离月山站10公里，隶属郑州局集团洛阳车务段，是三等站，本站及相邻上下行区间均为电气化区段。

## 車站周邊
- 西万村中西医结合卫生所
- 农村信用合作社西万信用社
- 万北工业园区
- 西万村義山源大酒店
- 沁阳市第六中学

## 歷史
- 建于1969年。